# Niklas Graßelt
Niklas Graßelt (* 1993 in Berlin) ist ein deutscher Politiker (CDU). Seit 2023 ist er Mitglied des Abgeordnetenhauses von Berlin.

## Leben
Graßelt legte 2012 das Abitur am Andreas-Gymnasium in Berlin-Friedrichshain ab. Anschließend studierte er Politik- und Wirtschaftswissenschaft an der Universität Greifswald. Er schloss das Studium 2017 mit dem Bachelor of Arts ab. Von 2016 bis 2021 arbeitete er für Michael Dietmann, Mitglied des Berliner Abgeordnetenhauses. Von 2021 bis 2023 war er bei der Senatsverwaltung für Inneres, Digitalisierung und Sport tätig.
Graßelt lebt in Berlin-Reinickendorf.

## Politik
Graßelt ist Mitglied der CDU. Von 2021 bis 2023 war er Mitglied der Bezirksverordnetenversammlung Reinickendorf. Dort war er stellvertretender Vorsitzender der CDU-Fraktion.
Graßelt trat bei der Wahl zum Abgeordnetenhaus von Berlin 2021 und der Wiederholungswahl 2023 auf Platz sieben der Reinickendorfer Bezirksliste seiner Partei an. Nachdem er bei der Wahl 2021 den Einzug ins Berliner Landesparlament verpasst hatte, zog er 2023 über die Bezirksliste ins Abgeordnetenhaus ein, da Emine Demirbüken-Wegner auf die Annahme ihres Mandats verzichtet hatte.
Seit 2021 ist er als Nachfolger von Michael Dietmann Vorsitzender des CDU-Ortsverbandes Märkisches Viertel.
Seit Mai 2025 ist er Schatzmeister im Kreisvorstand der CDU Reinickendorf.